# Podișul Mehedinți

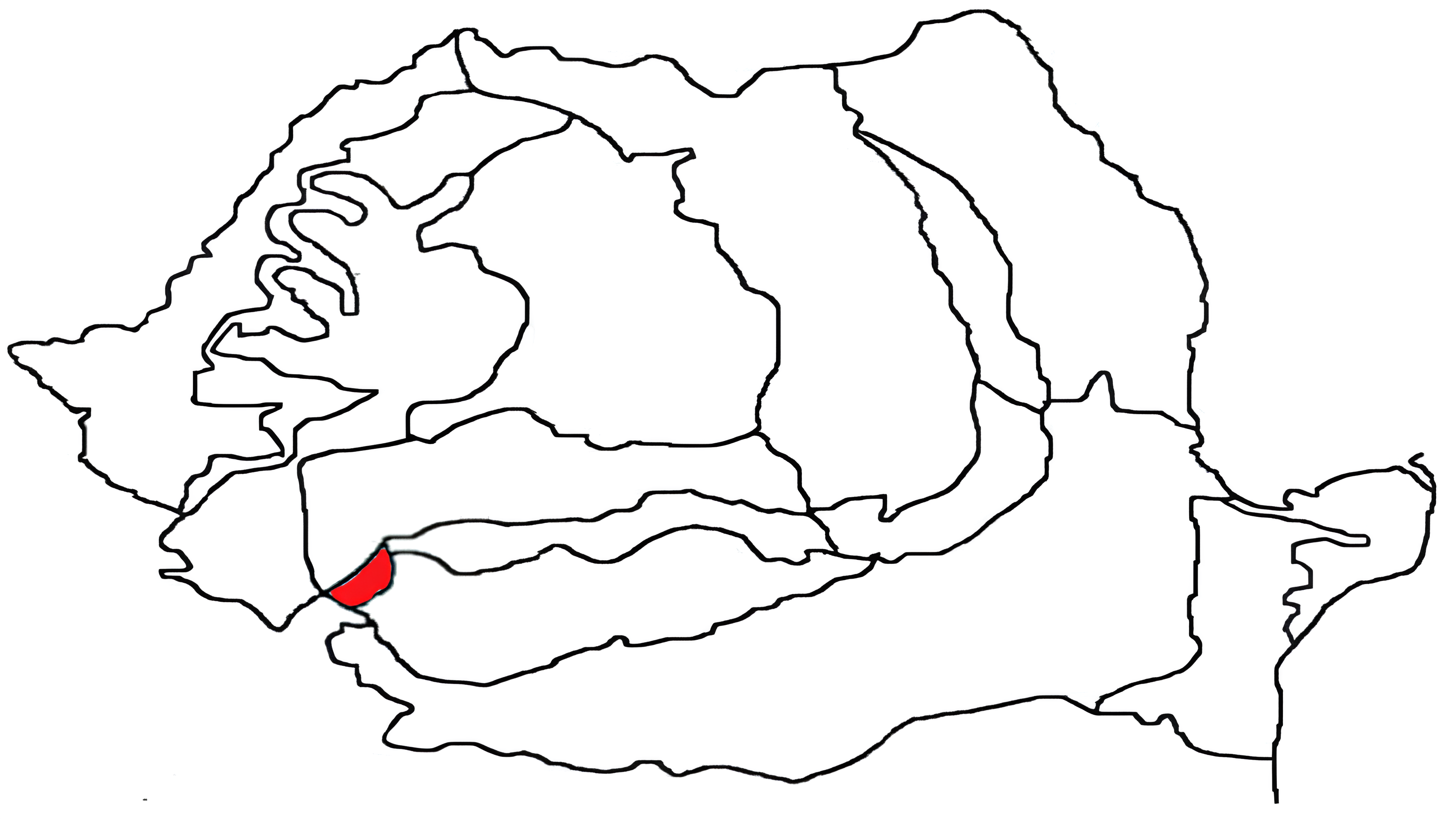
Podișul Mehedinți (roșu)

- Podișul Mehedinți (roșu)Pentru alte utilizări ale antroponimului și toponimului Mehedinți, vedeți Mehedinți (dezambiguizare) .

Podișul Mehedinți este un podiș situat în sud-vestul țării, la vest de râul Motru și la poalele Munților Mehedinți, având ca limite Valea Motrului la est, Valea Dunării la vest, Munții Mehedinți la nord și Podișul Getic la sud.
Altitudinea maximă a podișului este de 885 de metri in vârful Paharnicului.

## Descriere generală
Altitudinile podișului sunt cuprinse între 400 și 600 de metri. Vârfurile de peste 600 m se numesc cornete. Altitudinea maxima este de 885 metri, pe Vârful Paharnicului. Această unitate de podiș este alcătuită din șisturi cristaline și calcare. Calcarele sunt însoțite de fenomenele carstice: chei, văi în chei, peșteri, văi, poduri naturale, cursuri subterane, sohodoluri, văi seci, doline, polii. În general, podișul are aspectul de platou adânc fragmentat de ape.
Carstul mehedințean reprezintă subregiunea mediană a acestui podiș și este dezvoltat în calcare jurasice (din Jurasicul mediu și cel superior). Sporadic apar depozite de vârstă (din Jurasicul inferior) și cretacice (din Cretacicul inferior și superior). Cele trei artere hidrografice, pe care este axat acest carst, sunt Topolnița, Motru și Coșuștea. Podișul Mehedinți reprezintă o treaptă scufundată a Carpaților, fiind o unitate de relief aparte, în realitate fiind un unicat. Ca structură și relief este asemănătoare munților, dar ca altitudine este asemănătoare dealurilor. Genetic, unitatea este strâns legată de formarea Carpaților prin cutarea și ridicarea materialelor sedimentare cuprinse între două plăci tectonice ce se apropie. Acest eveniment s-a desfășurat în timpul orogenezei alpine – sfârșitul mezozoicului, de-a lungul neozoicului.
Ulterior, o secțiune din Munții Mehedinți s-a prăbușit la sfârșitul neozoicului. Separația dintre Podișul Mehedinți și Piemontul Getic se face printr-o depresiune de contact litologic numită Depresiunea Severinului unde se află orașul Drobeta-Turnu Severin. Separația dintre Podișul Mehedinți și Carpații Meridionali se face printr-un versant abrupt.

## Clima
Este temperat-continentală de tranziție, caracteristică dealurilor înalte, cu influențe slabe submediteraneene, respectiv cu ploi de toamnă și ierni blânde. Temperatura medie anuală este cuprinsă între 8-10°C, mai ridicată în sud, înscriindu-se în zonele cu cele mai ridicate valori de temperatură din țară. Precipitațiile însumează 700-800 mm anual, valorile mai scăzute înregistrându-se în sud spre Podișul Getic. Vânturile specifice sunt Austrul și fenomenele de Foehn.

## Hidrografia

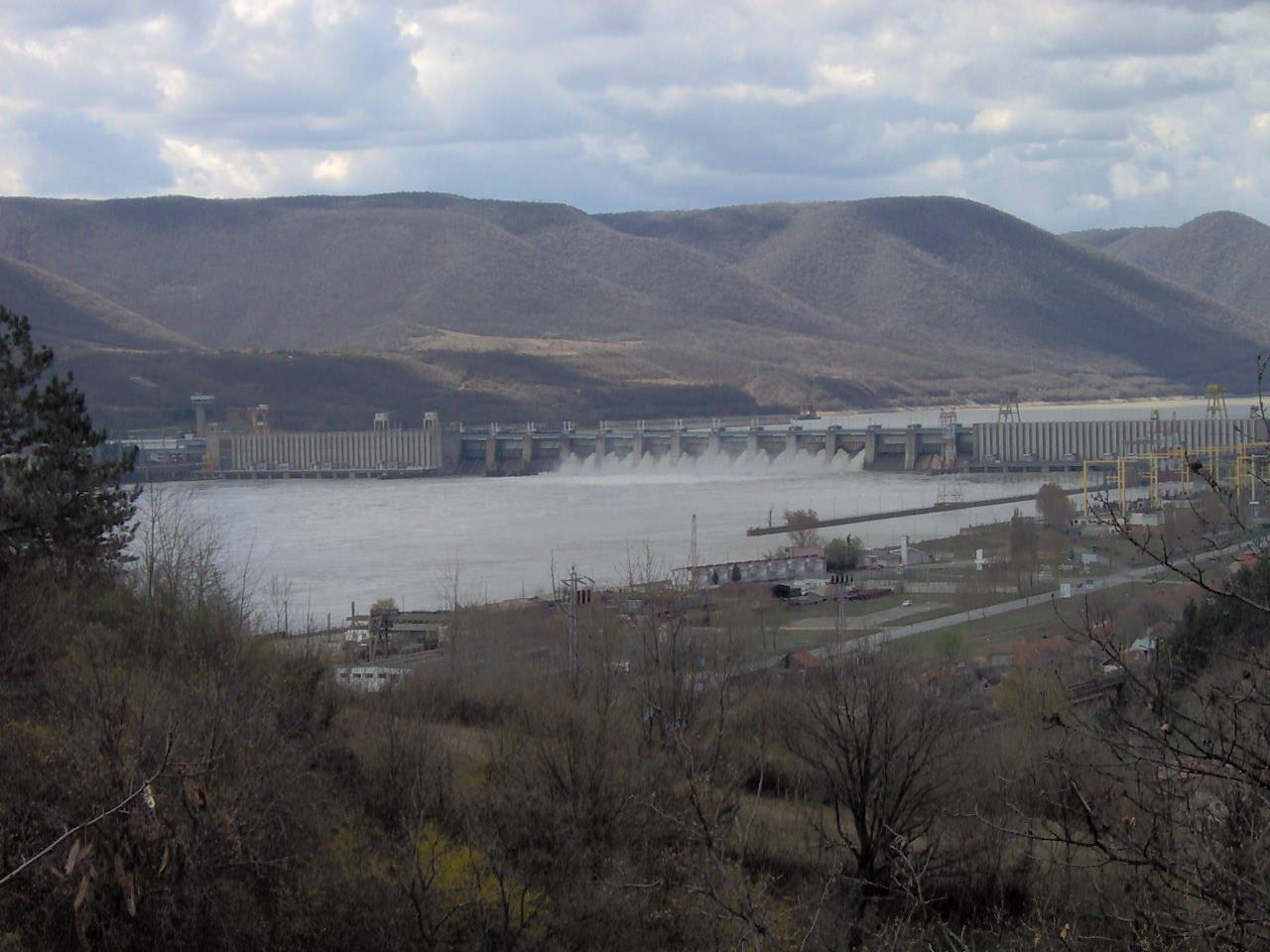
Porțile de Fier

Cu excepția fluviului Dunărea, care îl limitează la vest și râul Motru care îl mărginește la est, podișul este străbătut de râuri mici, neînsemnate, de regulă cu izvoarele în munții învecinați: Topolnița și Bahna care se varsă în Dunăre și Coșuștea, afluent dreapt al Motrului. Prezintă și văi seci. În ceea ce privește lacurile, dintre cele naturale există lacuri carstice temporare (Zatonul), iar dintre lacurile antropice se remarcă Porțile de Fier I de pe Dunăre, lac de acumulare în interes energetic și de navigație, unul din cele mai mari din țară. Apar scurgeri subterane în calcar numite sohodoluri, iar în una dintre doline s-a format Lacul Zăton, de tip carstic.

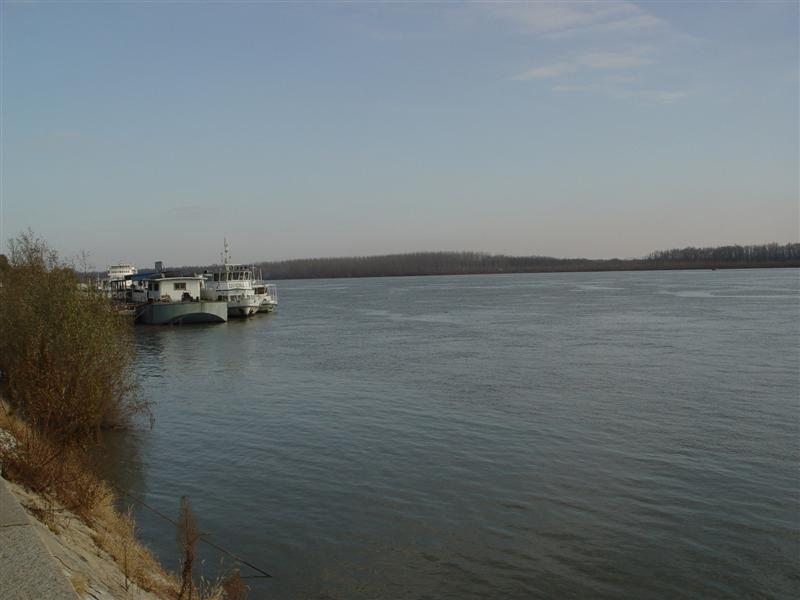
Dunarea

## Vegetația
În această unitate geografică vegetația naturală se înscrie în zona pădurilor de foioase, existând o alternanță a gorunetelor cu făgetele. Sunt prezente și specii de influență submediteraneană, cu tufișuri alcătuite din elemente termofile: liliacul sălbatic, cărpinița, mojdreanul.

## Fauna
În ceea ce privește fauna, predomină speciile caracteristice pădurii de foioase: mistrețul, viezurele și unele animale de pradă ca lupul, vulpea. Se remarcă prezența unor elemente termofile mediteraneene:broasca testoasa.Fauna este specifică vegetației și include elemente rare ca vipera, scorpionul, vulturul pleșuv etc.

## Solurile
În cuprinsul acestei unități geografice predomină solurile cenușii și solurile brun-roșcate ce fac parte din categoria celor argiluiluviale, numite argiluvisoluri (soluri de fertilitate mijlocie, necesitând îngrășăminte și lucrări agrotehnice speciale).Partea superficială a scoarței depinde mult de roca pe care s-au format. În cazul acestui podiș acestea sunt de tipul terra rossa.

## Rezervații naturale
În cuprinsul acestei unități geografice de relief există cele mai numeroase rezervații naturale din România. 
Rezervații paleontologice: Bahna - punct fosilier
Rezervații speologice: Peștera lui Epuran, Peștera Ponoarele, Complexul carstic de la Ponoarele
Rezervații de peisaj și floră: "Podul lui Dumnezeu",  și "Pădurea de liliac" de la Ponoarele

## Populația și așezările
Podișul Mehedinți este bine populat în depresiunile Severin și Bahna, cu densități ce ating 100-150 loc/km 2 în rest valorile sunt relativ reduse (25-50 loc/km 2.
Satele sunt de regulă mici și mijlocii din categoria celor de tip risipit. Ca funcții predomină cele agropastorale.
Orașele din acest podiș sunt: Baia de Aramă, din categoria celor mici și Drobeta-Turnu Severin, din categoria celor mari, important port fluvial și centru industrial.

## Agricultura
Din punct de vedere agricol, Podișul Mehedinți se înscrie în zona agrogeografică de deal și de podiș, cu soluri mai puțin fertile care necesită îngrășăminte chimice și lucrări agrotehnice speciale. Predomină creșterea animalelor: bovine și ovine pe baza pajiștilor naturale și a culturilor de plante furajere și porcine.
Se practică de asemenea pomicultura cu plantații de pruni, meri, cireși și viticultură în Depresiunea Severinului.

## Industria
Podișul Mehedinți nu dispune de resurse minerale de subsol, ci doar de unele roci utile,lignit si calcare, exploatate la Baia de Aramă și la Bahna. Industria prelucrătoare este concentrată în cele două orașe Baia de Aramă (textilă și alimentară) și mai ales Drobeta-Turnu Severin (șantier naval, industrie chimică, industria lemnului, mobilă, industrie ușoară, alimentară)

## Transporturile
Sunt prezente cele feroviare, rutiere și navale. Magistrala feroviară electrificată, București-Drobeta-Turnu Severin-Timișoara trece prin partea de vest, paralel cu Dunărea. Este însoțită de drumul european E70, București-Timișoara care continuă în Serbia, având două puncte de frontieră. Un alt drum modernizat leagă orașele Drobeta-Turnu Severin și Baia de Aramă. Pe Dunăre se desfășoară transportul naval, Drobeta Turnu-Severin fiind unul din principalele porturi fluviale ale țării.